# Кривое Колено (излучина Невы)

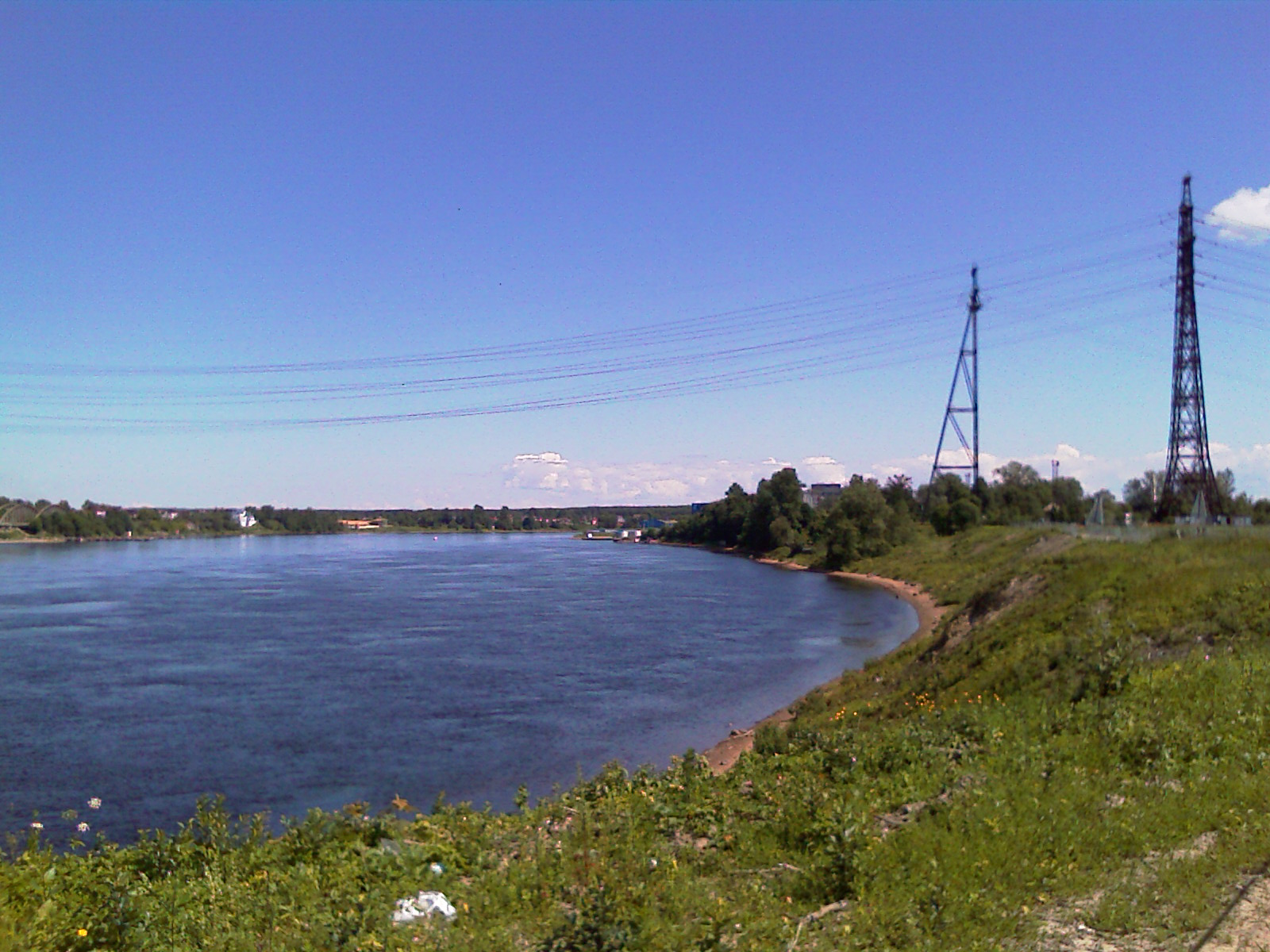
Вид на Кривое Колено со стороны Рыбацкого в 2014 году

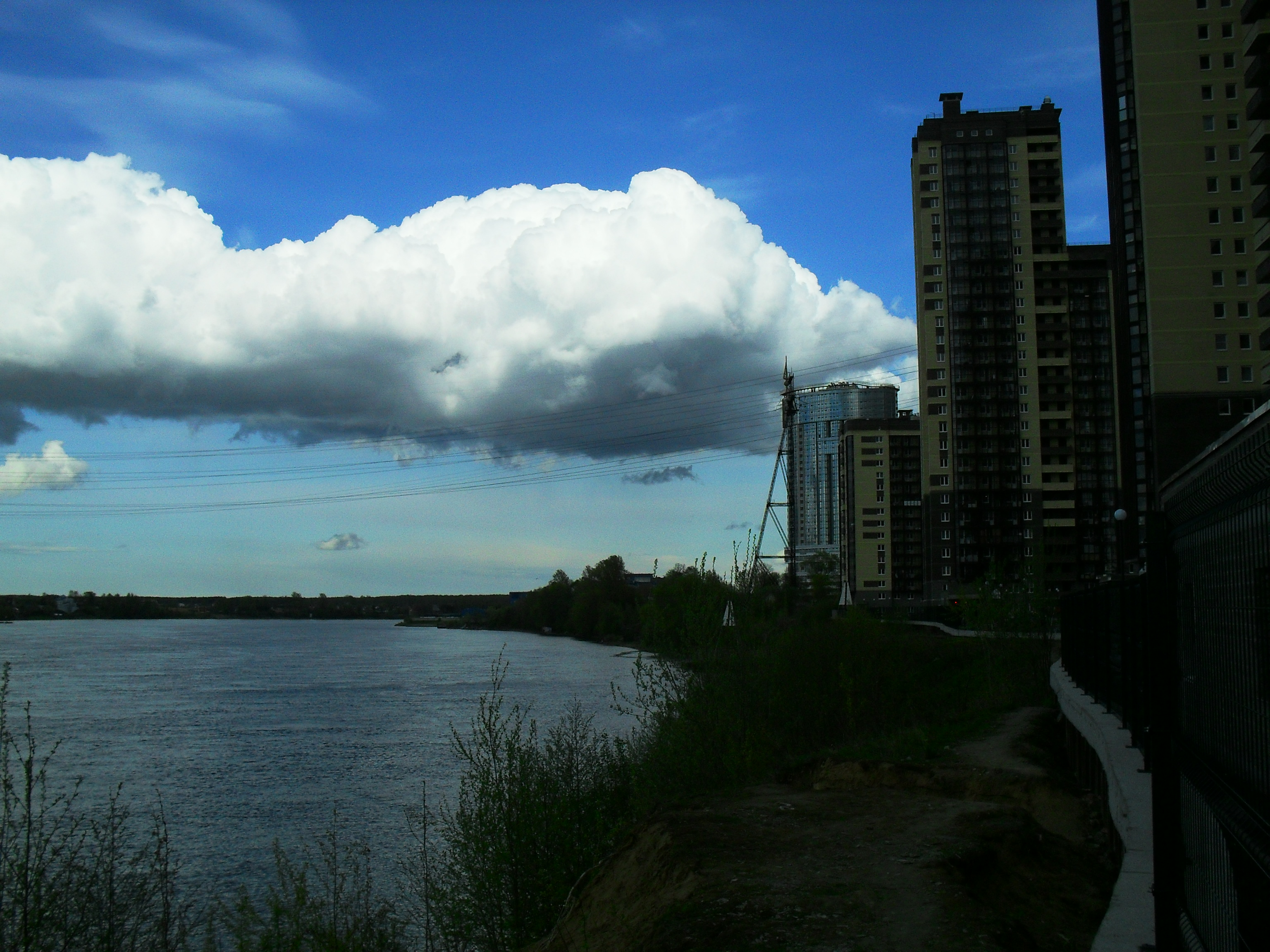
То же место в 2020 году

Кривое Колено — излучина Невы в городской черте Санкт-Петербурга у Невского лесопарка и Усть-Славянки, примерно в 30 километрах от устья. Является одним из трёх крутых поворотов русла реки, наряду с поворотами у Ивановских порогов и у Смольного ниже устья реки Охты.
Кривое Колено относится к затруднительным для судоходства участкам на Неве. Здесь наблюдается сильное прижимное течение, которое в районе Новосаратовки направлено к правому берегу, а напротив причала «Невский лесопарк» — к левому. В акватории Кривого Колена запрещены расхождение и обгон судов и составов (кроме одиночных маломерных и скоростных судов).
В 1930-х годах, до создания Невского лесопарка, здесь находилась пристань речного трамвайчика, и место будущего лесопарка было одним из мест отдыха ленинградцев.
Согласно «сталинскому» генеральному плану Ленинграда 1935 года, Кривое Колено было одной из границ города.
На южном берегу излучины находится речной причал Ижорского завода, к которому подведена железнодорожная ветка от станции Ижоры в Металлострое. Во время блокады здесь располагались сады, которые кормили блокадников.
К 2020 году левый берег Кривого Колена был застроен большим количеством многоэтажных жилых домов.